# Station La Ciotat
Het station van La Ciotat is een spoorwegstation aan de sectie Marseille-Toulon van de spoorlijn Marseille-Saint-Charles - Ventimiglia.

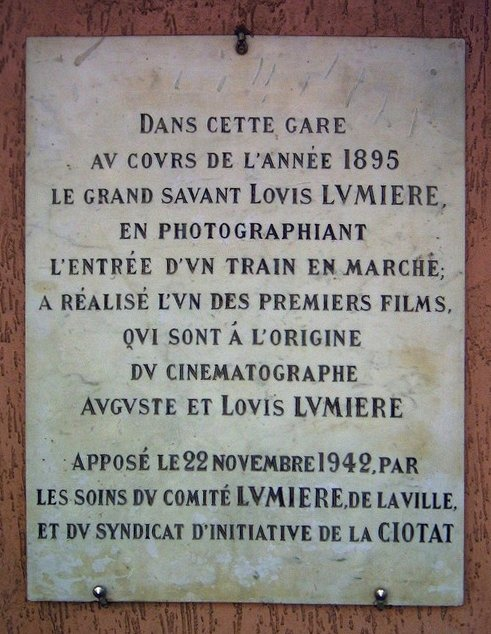
Herdenkingsplaat die de tournage van de eerste film van de gebroeders Lumière alhier gedenkt

Het station is vooral bekend geworden doordat de gebroeders Lumière hier in 1895 een van hun eerste films, L'Arrivée d'un Train en Gare de la Ciotat ("Aankomst van een trein in het station van La Ciotat") opnamen.

## Station
Het station ligt op 37 kilometer van Marseille Saint-Charles, en op 30 kilometer van Toulon, aan een in 1935 geëlektrificeerde en dubbelsporige lijn. Het station beschikt over twee zijperrons, die via een ondergrondse passage met elkaar verbonden zijn. Tijdens kantooruren is er een loket, en er staat een kaartautomaat die regionale treinkaartjes uitgeeft.
Het station ligt een eindje van het stadscentrum van La Ciotat verwijderd, maar dat is dankzij een goed net van autobuslijnen en een ruime parkeergelegenheid toch redelijk goed bereikbaar. Ondanks zijn excentrische ligging en, ondanks de concurrentie met de nabijgelegen autosnelweg is dit het drukste tussenstation van de lijn.
Sinds de invoering van de gecadanseerde dienstregeling in december 2009 wordt het station alleen nog aangedaan door de regionale treinen die van Marseille naar Toulon v.v. gaan, maar wel 26 keer per dag in iedere richting.
Er liep tot midden jaren 50 een geëlektrificeerde lijn naar het stadscentrum en naar de scheepswerven van La Ciotat, maar sedert de sluiting ervan is die lijn in onbruik geraakt. De rails liggen er nog wel, maar door bouwwerkzaamheden op de lijn is een heringebruikname uiterst onwaarschijnlijk geworden.